# Daniel Souben
Daniel Souben (né le 27 juin 1959), est un skipper français originaire de Vannes dans le Morbihan (Bretagne). Il est le skipper du M34 Courrier Dunkerque.

## Palmarès
Sur Farr 30 « Courrier Dunkerque » :
- 2008
  - Vainqueur du Tour de France à la voile
  - Champion de France des équipages
  - Vainqueur du Spi Ouest-France

- 2009
  - Vainqueur de la Primo Cup
  - Vainqueur du Tour de France à la voile
  - Vainqueur du Spi Ouest-France
  - Vainqueur du Grand Prix de l’Atlantique
  - Vainqueur de la Semaine Internationale de la voile de Deauville

- 2010
  - Vainqueur du Spi Ouest-France
  - Second du Tour de France à la voile

- 2013
  - Second du Tour de France à la voile

- 2014
  - Vainqueur du Tour de France à la voile